# Gare d’Urçay
Gare de Bigny – stacja kolejowa w La Perche, w departamencie Cher, w Regionie Centralnym-Dolinie Loary, we Francji. Jest zarządzana przez SNCF (budynek dworca) i przez RFF (infrastruktura).
Została otwarta w 1861 przez Compagnie du chemin de fer de Paris à Orléans (PO). Stacja jest obsługiwana przez pociągi TER Centre oraz pociągi towarowe Fret SNCF.

## Położenie
Stacja znajduje się na linii Bourges – Miécaze, w km 293,528, pomiędzy stacjami Saint-Amand-Montrond - Orval i Vallon, na wysokości 169 m n.p.m.

## Linie kolejowe
- Bourges – Miécaze